# آرثر بوث
آرثر بوث (8 يناير 1926 - 1 سبتمبر 2004) (بالإنجليزية: Arthur Booth)‏ هو لاعب كريكت بريطاني (وحمل سابقاً جنسية المملكة المتحدة لبريطانيا العظمى وأيرلندا).

## وصلات خارجية
- آرثر بوث على موقع إي آس بي آن كريك إنفو (الإنجليزية)